# Barotraumatisme de la dent

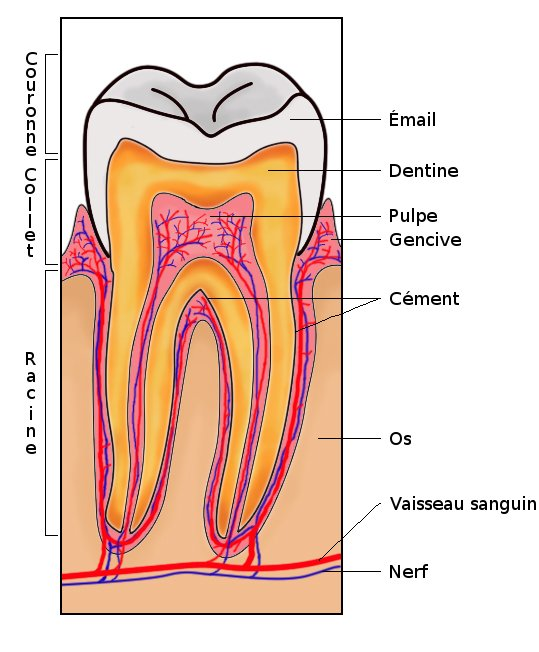
coupe d'une dent

En plongée sous-marine, un certain nombre d'accidents sont dus aux variations de pression. Ces accidents, nommés barotraumatismes peuvent éventuellement toucher les dents.
En effet, si celles-ci présentent des caries (un trou dans la partie dure de la dent), celui-ci sera rempli d'air ambiant. Les variations de pression (à la descente comme à la remontée) pourront alors conduire à de très fortes douleurs pouvant, dans les cas extrêmes entraîner une syncope.

## À la descente
Parfois, la douleur peut survenir au cours de la descente sur une dent présentant un trou (carie ou obturation mal bouchée).
L'augmentation de la pression entraîne alors une diminution du volume de l'air contenu dans ce trou. La dent étant solide, sa paroi ne peut se modifier et la dépression creusée génère cette douleur. Parfois, bien que cela soit plus rare que lors de la phase de remontée, il peut se produire une fracture de la dent.
Il est alors indispensable de mettre fin à la plongée et de remonter en surface.
Il peut aussi arriver que sur une dent récemment arrachée et proche d'un sinus, une manœuvre de Valsalva trop forte perfore la cloison et crée un passage d'air entre la gencive et la cavité sinusale, provoquant un emphysème douloureux.

## À la remontée
Lors de la remontée, le phénomène est inverse. Plus la pression diminue, plus le volume augmente (cf Loi de Mariotte). En conséquence, une bulle d'air emprisonnée dans un orifice (carie, ou plombage mal serti) va chercher à se dilater. 
Si l'orifice est un plombage mal refermé, celui-ci risque d'être arraché. Le risque est alors qu'il soit, ou bien avalé, ou bien qu'il se bloque dans le détendeur ou dans les voies respiratoires (risque d'occlusion pulmonaire). Dans le pire des cas, la dent risque d'éclater à la suite de l'augmentation de pression, provoquant éventuellement une syncope.
Dans tous les cas, si les symptômes surviennent à la remontée, il faut redescendre jusqu'à une profondeur faisant cesser la douleur puis remonter très lentement en expirant correctement.

## Froid
Le froid, quant à lui, rend les dents (même saines) douloureuses. Les obturations métalliques conductrices rendent la douleur plus importante.
Cette douleur disparaît normalement après le retour à la surface. Néanmoins, elle peut parfois se poursuivre et doit alors être traitée par des anti-inflammatoires.

## Prévention
Afin de prévenir les accidents barotraumatiques des dents, il est nécessaire de plonger avec des dents saines.
Il est donc recommandé aux plongeurs de se soumettre (idéalement une fois par an) à une visite chez un spécialiste en précisant les risques liés à leur activité.
Par ailleurs, il est déconseillé de plonger dans les 10 jours qui suivent une extraction de dent. En effet, la cicatrisation pourrait se montrer douloureuse lors de l'augmentation de pression.